# Meistaradeildin (1952)
W roku 1952 odbyła się 10. edycja Meistaradeildin (dziś zwanej Formuladeildin), czyli pierwszej ligi piłki nożnej archipelagu Wysp Owczych. Zwycięzcą został KÍ Klaksvík, pokonując mistrza z poprzedniego roku - TB Tvøroyri.
W rozgrywkach brało udział 5 zespołów. Do czterech biorących udział w sezonie wcześniejszym dołączył VB Vágur.

## Uczestnicy
| Uczestnicy Meistaradeildin 1951                                                                               | Uczestnicy Meistaradeildin 1951 | Uczestnicy Meistaradeildin 1951 | Uczestnicy Meistaradeildin 1951 |
| --- | ------------------------------- | ------------------------------- | ------------------------------- |
| TB | TB Tvøroyri                     | 1                               |                                 |
| KÍ | KÍ Klaksvík                     | 2                               |                                 |
| B36 | B36 Tórshavn                    | 3                               |                                 |
| HB | HB Tórshavn                     | 4                               |                                 |
| Nowi uczestnicy                                                                                               |                                 |                                 |                                 |
| VB | VB Vágur                        |                                 |                                 |
| Oznaczenia: - kolumna pierwsza – skróty nazw drużyn, - kolumna trzecia – miejsce zajęte w poprzednim sezonie. |                                 |                                 |                                 |

## Rozgrywki

### Tabela
| Lp. | Drużyna         | M | Z | R | P | Bramki | Bramki | Różn. | Pkt | Uwagi |
| --- | --------------- | - | - | - | - | ------ | ------ | ----- | --- | ----- |
| 1   | KÍ Klaksvík (M) | 8 | 7 | 0 | 1 | 21     | 6      | +15   | 14  | 1     |
| 2   | TB Tvøroyri     | 8 | 7 | 0 | 1 | 24     | 7      | +17   | 14  | 1     |
| 3   | HB Tórshavn     | 8 | 3 | 0 | 5 | 10     | 17     | −7    | 6   |       |
| 4   | VB Vágur        | 8 | 1 | 2 | 5 | 7      | 21     | −14   | 4   |       |
| 5   | B36 Tórshavn    | 8 | 0 | 2 | 6 | 3      | 14     | −11   | 2   |       |

### Wyniki spotkań
| Gospodarz \ Gość | B36 | HB  | KÍ  | TB  | VB  |
| B36 Tórshavn     |     | 0:1 | 0:2 | 0:1 | 0:0 |
| HB Tórshavn      | 2:1 |     | 0:1 | 1:3 | 2:1 |
| KÍ Klaksvík      | 2:0 | 5:0 |     | 2:1 | 5:1 |
| TB Tvøroyri      | 4:0 | 3:2 | 4:2 |     | 6:0 |
| VB Vágur         | 2:2 | 3:2 | 0:2 | 0:2 |     |

Aktualne na 14 marca 2015. Źródło: FaroeSoccer.com
Objaśnienia:
1Drużyna gospodarzy jest wymieniona po lewej stronie tabeli.
Kolory: zielony – zwycięstwo gospodarzy, żółty – remis, różowy – zwycięstwo gości.

## Sędziowie
Następujący arbitrzy sędziowali poszczególne mecze Meistaradeildin 1952:
| Kraj        | Imię i nazwisko | Klub | Data urodzenia | Debiut w Meistaradeildin | Mecze w Meistaradeildin | Mecze w sezonie 1952 |
| ----------- | --------------- | ---- | -------------- | ------------------------ | ----------------------- | -------------------- |
| Wyspy Owcze | Alli Hansen     | ?    | ?              | ?                        | ?                       | 2                    |
| Wyspy Owcze | Sigurd Heinesen | ?    | ?              | ?                        | ?                       | 4                    |
| ?           | Børge Jørgensen | ?    | ?              | ?                        | ?                       | 2                    |
| Dania       | Ejler Jørgensen | ?    | ?              | ?                        | ?                       | 3                    |
| Wyspy Owcze | Eli Mortensen   | ?    | ?              | ?                        | ?                       | 2                    |
| Wyspy Owcze | Sam Olsen       | ?    | ?              | ?                        | ?                       | 2                    |
| Wyspy Owcze | Gunnar Petersen | ?    | ?              | ?                        | ?                       | 2                    |
| Wyspy Owcze | Albin Wang      | ?    | ?              | ?                        | ?                       | 1                    |
| Wyspy Owcze | Michael Wilhelm | ?    | ?              | ?                        | ?                       | 2                    |